# Otis Williams
Otis Williams (Texarkana, 30 de octubre de 1941), nacido como Otis Miles Jr., es un cantante barítono estadounidense. Apodado "Big Daddy", en ocasiones también es compositor y productor discográfico.
Williams es el fundador y último miembro original superviviente del grupo vocal de la Motown The Temptations, grupo en el que sigue actuando; también posee los derechos del nombre Temptations.

## Primeros años
Williams nació como Otis Miles, Jr. en Texarkana, Texas, hijo de Otis Miles y Hazel Louise Williams. La pareja se separó poco después del nacimiento de su hijo. Cuando aún era un niño, su madre se casó y se trasladó a Detroit, Míchigan, dejando al pequeño Otis Miles a cargo de sus dos abuelas en Texarkana. Hazel Williams trasladó a su hijo a Detroit cuando tenía diez años, donde vivió con su madre y su padrastro.

## Carrera
Al interesarse por la música en su adolescencia, Otis Miles, Jr. adoptó el nombre de soltera de su madre como nombre artístico, y como Otis Williams formó varios grupos de canto. Estos grupos incluían a Otis Williams and the Siberians, El Domingoes y The Distants. En 1959, The Distants consiguieron un éxito local, co-escrito por Williams y su manager/productor Johnnie Mae Matthews, llamado "Come On", con la voz principal de Richard Street. Las futuras grabaciones de los Distants no tuvieron tanto éxito, y tras una oferta de Berry Gordy de Motown Records, Williams y sus amigos/compañeros de banda Elbridge "Al" Bryant y Melvin Franklin dejaron los Distants. Eddie Kendricks y Paul Williams, de The Primes, se unieron más tarde a Williams, Bryant y Franklin para crear los Elgins, que firmaron con Motown en marzo de 1961 como "The Temptations", después de que les dijeran que otro grupo ya estaba usando ese nombre.
The Temptations se convirtieron en uno de los grupos más exitosos de la música soul a lo largo de casi cinco décadas, durante las cuales han sido miembros cantantes como David Ruffin, Dennis Edwards, Richard Street, Damon Harris, Ron Tyson, Ali-Ollie Woodson, Theo Peoples, Ray Davis y el ex cantante de The Spinners G.C. Cameron. Los cambios de alineación del grupo eran tan frecuentes, estresantes y problemáticos que Williams y Melvin Franklin se prometieron mutuamente que nunca dejarían el grupo. Franklin seguiría en el grupo hasta 1994, cuando quedó físicamente incapacitado para continuar. Franklin falleció el 23 de febrero de 1995, dejando a Otis Williams, entonces de 53 años, como el último miembro original superviviente del quinteto.
Williams es el coautor, junto con Patricia Romanowski, of Temptations, un libro de 1988 que sirvió tanto de autobiografía como de historia del grupo. Diez años después, el libro se adaptó en una miniserie de televisión de la NBC, The Temptations. Williams fue interpretado por el actor Charles Malik Whitfield.
Aunque ha sido el que más tiempo ha permanecido en los Temptations, Williams rara vez canta como vocalista, centrándose en cambio en su papel de líder y organizador del grupo, y como "barítono de fondo". Algunos ejemplos son:
- El tema escrito por Smokey Robinson y Eddie Kendricks "Don't Send Me Away" del LP The Temptations with a Lot o' Soul (1967)
- La introducción de la primera canción del grupo "Check Yourself" (1961)

En particular, los raros escaparates de Williams cantando como protagonista son:
- "I'm Gonna Make You Love Me" (1968, un éxito a dúo con Diana Ross y Eddie Kendricks compartiendo la voz principal)
- "I'm the Exception to the Rule", del álbum Sky's the Limit (1971) que cuenta con las voces principales de Eddie Kendricks y Dennis Edwards
- Durante la primera estrofa de "Masterpiece" (1973)
- "For Your Love", que se hace en un medley con "You Send Me" (liderada por Ali-Ollie Woodsen) en el álbum For Lovers Only (1995).

En 1989, Otis Williams ingresó en el Salón de la Fama del Rock and Roll como miembro de The Temptations. Williams recibió un doctorado honorario del Stillman College en mayo de 2006.

## Vida personal
Williams se casó con Josephine Rogers en 1961; el hijo de la pareja, Otis Lamont Miles, nació ese mismo año. Él y Josephine se divorciaron en 1964. Otis Lamont Miles era un trabajador de la construcción que murió al caer de un edificio en un accidente laboral en Detroit en 1983.
Williams estuvo comprometido con Patti LaBelle. Ella terminó el compromiso cuando él le pidió que dejara la música y se convirtiera en ama de casa.
Williams estuvo casado con Ann Cain de 1967 a 1973. Se casó con su tercera esposa, Arleata "Goldie" Williams, en 1983. La hija de Arleata Williams, Elan Carter, se convirtió en la Playmate del mes de junio de 1994 de Playboy.

## En la cultura popular
- Charles Malik Whitfield interpretó a Williams en la miniserie de 1998 de la NBC The Temptations.
- Aint Too Proud: The Life and Times of the Temptations, un musical basado en las memorias de Williams The Temptations se estrenó en el Berkeley Repertory Theater en septiembre de 2017. Williams fue interpretado por Derrick Baskin. El espectáculo llegó después al Imperial Theater de Broadway, donde se estrenó el 21 de marzo de 2019.[9]